# Thomas Mapfumo

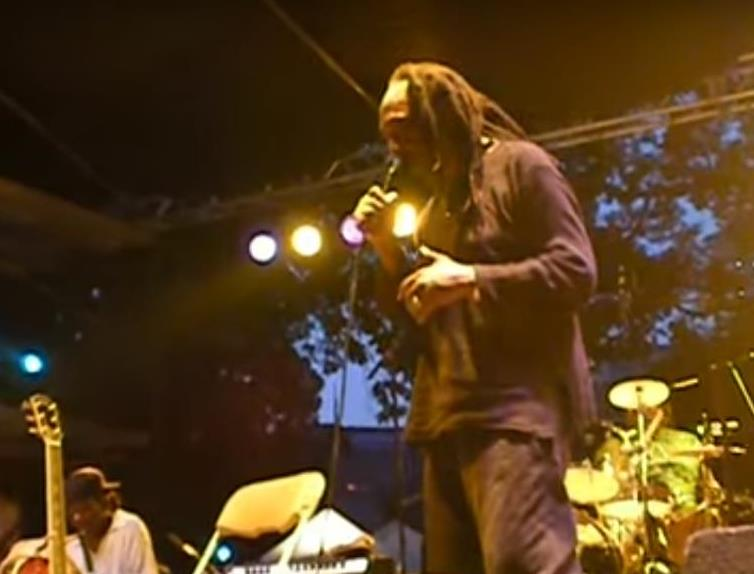
Thomas Mapfumo (2011)

Thomas Mapfumo, född 2 juli 1945 i Marondera i Rhodesia, nuvarande Zimbabwe, är en musiker och kompositör som anses vara grundare av den politiska zimbabwiska populärmusikgenren chimurenga. Mapfumo är känd som "The Lion of Zimbabwe", och har förutom populariteten i hemlandet varit delaktig i att få västvärlden att få upp ögonen för traditionell zimbabwisk musik.
Mapfumo växte upp i småstaden Marondera sydost om Rhodesias huvudstad Salisbury (nuvarande Harare). Senare flyttade familjen till Salisbury, där Mapfumo började sjunga i ett band som spelade västerländsk popmusik, med låtar bland annat av Elvis Presley, Otis Redding och The Rolling Stones. Snart började han emellertid intressera sig för traditionell folkmusik; han översatte protestsånger till shona redan på 1960-talet, och 1973 grundade han folkmusikgruppen Hallelujah Chicken Run Band. Mapfumos sånger på shona var kommentarer till det vita minoritetsstyret, och 1975 varnade han för inbördeskrig med singeln "Morento" och sjöng om mänskliga rättigheter i "Ngomo Yarira".
1977 grundade Mapfumo gruppen Acid Band och gav ut succéalbumet Hokoyo. Regimen ogillade emellertid gruppens budskap och försökte förhindra att det gavs ut. När detta inte gick förbjöd man i stället att bandets musik spelades i radio, och fängslade Mapfumo utan rättegång. Efter tre månader och våldsamma protester från befolkningen släpptes han. Genast fortsatte han spela sin chimurenga (shona för "kamp" eller "uppror"), och spelades flitigt på radiokanalen Voice of Mozambique. 1978 bytte bandet namn till Blacks Unlimited.
Zimbabwe blev självständigt 1980, och Mapfumo spelade tillsammans med Bob Marley på Harare Stadium vid självständighetsfirandet. Han fortsatte emellertid under 1980- och 1990-talen kritisera makten och den nye presidenten Robert Mugabe, innan han slutligen tvingades i exil. Han bor i Eugene, Oregon och har inte besökt Zimbabwe sedan mitten av 2000-talet.